# Nie wieder Kunst (wie immer …)
Nie wieder Kunst (wie immer …) ist das neunte Studioalbum der österreichischen Popgruppe Erste Allgemeine Verunsicherung (EAV) und erschien am 18. November 1994. Das Album erreichte Platz eins der österreichischen Albumcharts und blieb 25 Wochen in der Hitparade. In der Schweiz erreichte das Album Platz 17, in Deutschland belegte es Platz 40. In Österreich erhielt Nie wieder Kunst zudem Doppelplatin für mehr als 60.000 verkaufte Einheiten.
1995 kam das Video Kunst-Tour '95 in den Handel, das Aufnahmen der Konzerttournee beinhaltet. Im selben Jahr erschien das Live-Album Kunst-Tour '95 – live!.

## Entstehungsgeschichte
Klaus Eberhartinger und Thomas Spitzer lebten schon seit sechs Jahren zeitweise in Kenia und konnten dort u. a. neue Ideen entwickeln. Nach der letzten Veröffentlichung Watumba! (1991) hatten die beiden mit ihrer Gruppe häufig getourt. In Kenia folgte auf Regeneration und Ideensammlung die Entstehung eines neuen Albums. 1993 wurde in Do-it-yourself-Manier ein Studio her- und eingerichtet, wobei teilweise improvisiert werden musste, da es z. B. keine schalldichten Fenster vor Ort gab. Aus fast 40 Ideenskizzen wurden allmählich die 16 Titel des Albums entwickelt und in Wien mit Bandkollegen diskutiert und verbessert.

## Titel
1. Nie wieder Kunst (3:58)
2. Flugzeug (3:54)
3. Cinderella (4:22)
4. The Frogs are Coming (1:07)
5. 300 PS (Auto ...) (4:06)
6. Barbara (4:13)
7. Die Zeit (3:55)
8. Edi (3:04)
9. Geburtstag (1:08)
10. Einmal möcht’ ich ein Böser sein (3:47)
11. Hallo (4:27)
12. Zwirch & Zwabel (3:34)
13. Die Geschichte (4:41)
14. Ibrahim (1:42)
15. Eierkopf-Rudi (4:36)
16. Leckt’s mi (4:07)[3]

Das Titelstück beginnt mit einer Persiflage des Titelsongs Hurra, hurra, der Pumuckl ist da aus der TV-Serie Meister Eder und sein Pumuckl.

## Illustrationen

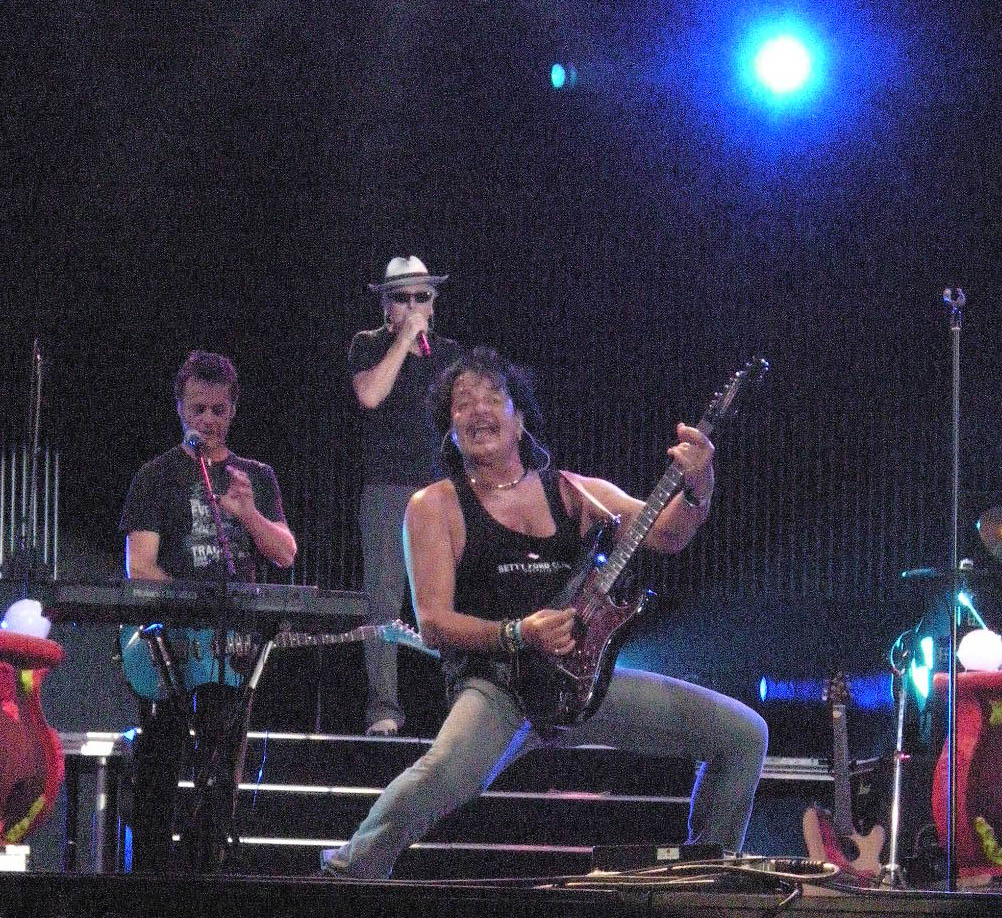
Die EAV live (2008)

Das Cover des Albums zeigt eine von Thomas Spitzers Comicfiguren. In der rechten Hand hält sie eine Banane, die aus der Schale flutscht. In einer Sprechblase ist der Titel des Longplayers zu lesen. Der Hintergrund des Motivs ist Grau und am oberen Bildrand ist in gelben Buchstaben der Name der Musikgruppe lesbar. Die CD von Nie wieder Kunst enthält ein Booklet mit den Songtexten und diversen Comicbildern von Nasenbären, die seit dem 1990 erschienenen Album Neppomuk's Rache neben den Pinguinen die Hauptfiguren in Spitzers Comicmotiven darstellen.
Nie wieder Kunst war als Compact Disc, Musikkassette und in limitierter Auflage als LP-Schallplatte erhältlich.

## Texte (Auswahl)
| 300 PS (Auto ...) - Das Lied handelt von einem Mann, der in Autos den wahren Sinn des Lebens sieht und sich eines mit 300 PS zulegt. Als er auf der Autobahn von einem Wagen mit 400 PS überholt wird, bricht für ihn eine Welt zusammen. Am Ende des Lieds kommt er ins Irrenhaus. | Hallo - Klaus ruft verschiedene Ex-Freundinnen an, mit denen er vor sehr langer Zeit Beziehungen hatte, und versucht – erfolglos – sie dazu zu bewegen mit ihm auszugehen. Dabei haben die meisten bereits Familien oder haben sich anderweitig verändert. Eine hat einen Sohn, dessen Vater nach seiner Geburt verschwunden ist – und Klaus muss herausfinden, dass er der Vater ist. | Die Zeit - Ein Mann liegt im Bett und philosophiert über die Zeit. Er findet immer neue Gründe, ins Bett zurückzukehren und den läutenden Wecker zu zerschlagen. Am Ende ist der Tag vorbei und er ist noch kaum aufgestanden, also schläft er wieder ein und „freut sich auf den neuen Tag“, an dem er jedoch wieder den Wecker zerschlägt und weiterschläft. |

| Geburtstag - Dieses kurze Stück (1 Min., 08 Sek.) ist ein Geburtstagslied, das jedoch keine Glückwünsche, sondern Abneigung gegen das Geburtstagskind ausdrückt. | Eierkopf-Rudi - Dieses Lied kritisiert den Nationalsozialismus und handelt von einem Neonazi namens Rudi. Wegen ihrer gegen den Nationalsozialismus gerichteten Lieder erhielt die EAV schon Drohbriefe und Bombendrohungen. | Edi - Dieses Lied handelt von einem Dackel namens Eduard, der seinem Herrchen ständig Schwierigkeiten bereitet, jedoch die Konsequenzen nicht tragen muss. Im Refrain wird mit ihm geschimpft (Pfui! Edi, Pfui!). |

### Kritik
Nach langer Zeit ist Nie wieder Kunst das erste EAV-Album, dessen Kritiken eher negativ ausfielen. Auf der inoffiziellen Website der Band wurde das Album als textlich gut, musikalisch aber eher schwach bezeichnet. Die primäre Verwendung von Synthesizern und Computern anstelle klassischer Musikinstrumente stieß ebenfalls auf schlechte Kritik, ebenso die mangelnde Beteiligung von Eik Breit und Nino Holm an der Komposition der Lieder.

„So gut wie das Album anfängt, geht es jedoch leider nicht weiter. Zum ersten Mal gibt es Schwachstellen: Lieder, die sich beim ersten Mal nicht sofort als Ohrwurm zwischen Hammer und Amboss einnisten […] Musikalisch hat die EAV offenbar auch abgespeckt. Noch nie wurde so massiv der Computer anstatt selbstgespielter Instrumente benutzt, noch nie wirkten die Lieder so synthetisch. Erdige Stücke wie ‚Einmal möchte ich ein Böser sein‘ oder ‚Eierkopf Rudi‘ sind die Ausnahme.“

Der Musikexpress machte „eine fast schon dadaistische Ader aus“.